# 771
771(칠백칠십일)은 770보다 크고 772보다 작은 자연수다.

## 수학
- 합성수로, 그 약수는 1, 3, 257, 771이다. 진약수의 합은 261이므로, 771은 부족수다.
- {\displaystyle 771=251+257+263}
  - 연속하는 세 소수(素數)의 합으로 나타낼 수 있으며, 이 성질을 지닌 앞의 수는 749, 다음 수는 789다.
- {\displaystyle 2^{16}-1}은 771로 나누어떨어진다.
- 정771각형은 작도할 수 있다.

## 과학
- 771 리베라(영어판): 소행성.

## 교통

### 항공
- 아프리키야 항공 771편 추락 사고 (2010년)

### 도로
- 유럽 고속도로 771호선: 루마니아 드로베타투르누세베린에서 세르비아 니시까지 이어지는 유럽 고속도로.
- 현도 제771호선

## 군사
- 771 해군 항공대(영어판): 과거 존재한 영국의 해군 항공대.
- U-771(영어판): 제2차 세계 대전에 사용된 나치 독일의 군용 잠수함.

## 문화유산
- 대한민국의 보물 제771호: 반야바라밀다심경략소(언해)

## 기타
- 연도: 771년, 기원전 771년
- 한글 “끼”와 모양이 비슷하다.